# 데미 더제이우
데미 파트릭 레네 더제이우(Demy Patrick René de Zeeuw, 1983년 5월 26일 ~ )는 네덜란드의 전 축구 선수로, 포지션은 미드필더이다.
UEFA 유로 2008과 2010년 FIFA 월드컵에서 네덜란드 대표로 출전했다.